# Déclaration du 8 février 1815 (congrès de Vienne)
Loi du 20 mai 1802
Rétablissement de l'esclavage à l'initiative du consul Napoléon Bonaparte Décret du 29 mars 1815
Abolition de la traite négrière par l'empereur Napoléon Ier
Dans le cadre du congrès de Vienne, les puissances européennes opposées à l'empire napoléonien s'engagèrent à abolir la traite négrière à travers la déclaration du 8 février 1815.

## Contenu
« 
Les Plénipotentiaires des puissances qui ont signé le Traité de Paris du 30 mai 1814, réunis en conférence, ayant pris en considération que le commerce connu sous le nom de Traite des nègres d'Afrique a été envisagé par les hommes éclairés de tous les temps, comme répugnant aux principes d'humanité et de morale universelle ;
Que les circonstances particulières auxquelles ce commerce a dû sa naissance, et la difficulté d'en interrompre brusquement le cours ont pu couvrir jusqu'à un certain point ce qu'il y avait d'odieux dans sa conservation : mais qu'enfin la voix publique s'est élevée dans tous les pays civilisés, pour demander qu'il soit supprimé le plus tôt possible ;
Que depuis que le caractère et les détails de ce commerce ont été mieux connus, et les maux de toute espèce qui l'accompagnent complètement dévoilés, plusieurs des Gouvernements européens ont pris en effet la résolution de le faire cesser, et que successivement toutes les Puissances possédant des colonies dans les différentes parties du monde ont reconnu soit par des actes législatifs, soit par des traités et autres engagements formels, l'obligation et la nécessité de l'abolir ;
Que, par un article séparé du dernier traité de Paris, la Grande-Bretagne et la France se sont engagées à réunir leurs efforts au Congrès de Vienne pour faire prononcer, par toutes les Puissances de la chrétienté, l'abolition universelle et définitive de la traite des nègres ;
Que les Plénipotentiaires rassemblés dans ce Congrès ne sauraient mieux honorer leur mission, remplir leur devoir et manifester les principes qui guident leurs augustes Souverains, qu'en travaillant à réaliser cet engagement, et en proclamant au nom de leurs Souverains, le vœu de mettre un terme à un fléau qui a si longtemps désolé l'Afrique, dégradé l'Europe, et affligé l'humanité ;
Lesdits Plénipotentiaires sont convenus d'ouvrir leurs délibérations sur les moyens d'accomplir un objet aussi salutaire, par une déclaration solennelle des principes qui les ont dirigés dans ce travail.
En conséquence, et dûment autorisés à cet acte par l'adhésion unanime de leurs Cours respectives au principe énoncé dans ledit article séparé du Traité de Paris, ils déclarent, à la face de l'Europe, que, regardant l'abolition universelle de la traite des nègres comme une mesure particulièrement digne de leur attention, conforme à l'esprit du siècle et aux principes généreux de leurs augustes Souverains, ils sont animés du désir sincère de concourir à l'exécution la plus prompte et la plus efficace de cette mesure par tous les moyens à leur disposition, et d'agir, dans l'emploi de ces moyens, avec tout le zèle et toute la persévérance qu'ils doivent à une aussi grande et belle cause.
Trop instruits toutefois des sentiments de leurs Souverains, pour ne pas prévoir que, quelque honorable que soit leur but, ils ne le poursuivront pas sans de justes ménagements pour les intérêts, les habitudes et les préventions mêmes de leurs sujets, lesdits Plénipotentiaires reconnaissent en même temps que cette déclaration générale ne saurait préjuger le terme que chaque Puissance en particulier pourrait envisager comme le plus convenable pour l'abolition définitive du commerce des nègres ; par conséquent, la détermination de l'époque où ce commerce doit universellement cesser sera un objet de négociation entre les Puissances : bien entendu que l'on ne négligera aucun moyen propre à en assurer et à un accélérer la marche ; et que l'engagement réciproque contracté par la présente déclaration entre les Souverains qui y ont pris part ne sera considéré comme repli qu'au moment où un succès complet aura couronné leurs efforts réunis.
En portant cette déclaration à la connaissance de l'Europe et de toutes les nations civilisées de la terre, lesdits Plénipotentiaires se flattent d'engager tous les autres Gouvernements, et notamment ceux qui, en abolissant la traite des nègres, ont manifesté déjà les mêmes sentiments, à les appuyer de leur suffrage dans une cause dont le triomphe final sera un des plus beaux monuments du siècle qui l'a embrassée, et qui l'aura si glorieusement terminée.

Vienne, le 8 février 1815.
 »
Signé par (ordre original) : 
- Robert Stewart, vicomte Castlereagh ( Royaume-Uni de Grande-Bretagne et d'Irlande)
- Arthur Wellesley, duc de Wellington ( Royaume-Uni de Grande-Bretagne et d'Irlande)
- Charles Robert de Nesselrode ( Empire russe)
- Carl Löwenhielm ( royaumes unis de Suède et de Norvège)
- Talleyrand ( royaume de France)
- Pedro Gómez Labrador ( royaume d'Espagne)
- Pedro de Sousa Holstein, comte de Palmella ( royaume de Portugal)
- António de Saldanha da Gama ( royaume de Portugal)
- Joaquim Lobo da Silveira ( royaume de Portugal)
- Wilhelm von Humboldt ( royaume de Prusse)
- Klemens Wenzel von Metternich ( empire d'Autriche)

## Histoire

### Congrès de Vienne
Le Congrès de Vienne est destiné à rétablir l’équilibre européen et à en régler les relations et les limites des États. Parmi les grandes puissances, au moins deux ne sont pas concernées par la traite négrière ni l'esclavage (Russie et Autriche). Pourtant, à la demande du Royaume-Uni de Grande-Bretagne et d'Irlande, l'abolition est imposée à toutes les grandes puissances européennes.

### Portée et limites
Les puissances européennes déclarent s'engager à abolir la traite négrière. Une telle déclaration n'a d'effet que si elle est transposée dans le droit national.

## Sources
1. ↑  Annie Jourdan, « Le Congrès de Vienne et les petites nations : quel rôle pour l’Angleterre ? », Napoleonica, no 24,‎ 2005, p. 110-125 (lire en ligne)

- Ministère de la Culture, Congrès de Vienne, protocole du 8 février 1815, consulté le 12/09/2016
- Bibliothèque nationale de France, Acte du congrès de Vienne du 9 juin 1815, avec ses annexes, p302, consulté le 13/09/2016
- Internet Archive, N° XV. Déclaration des puissances sur l'abolition de la traite des nègres, p. 366, consulté le 13/09/2016
- Daniel Ramée, Le Congrès de Vienne 1814 et 1815. Histoire de l'origine, de l'action et de l'anéantissement des traités de 1815, Paris, 1866, p. 727.